# 손순흥 (고려)
손순흥(孫順興, 928년 ~ 994년)은 고려의 효자이다. 본관은 구례(求禮). 초명은 손정택(孫正澤)이다.
후백제의 무장인 손돈(孫惇)의 아들로 전라도 구례현(求禮縣)에서 태어났다. 손순흥은 어머니가 병들어 죽자 초상화를 그려놓고 제사를 받들며 사흘에 한 번씩 무덤을 찾아가 음식을 올리길 살아있을 때와 같이 봉양하였다. 990년(성종 9) 나라에서는 정문(旌門)을 마을에 세워 주고 요역(徭役)을 면제하며, 관직과 품계를 내려 효도를 선양(宣揚)하도록 장려하였다. 또한 곡식 100석과 은그릇 2벌, 채색 비단 및 베 68필을 하사하였다.
손순흥 정려는 전라남도 구례군 구례읍 봉북리 258번지에 있다.